# ニック・ゴンザレス
ニック・ゴンザレス（Nick Gonzales, 1999年5月27日 - ）は、アメリカ合衆国アリゾナ州ピマ郡ベイル出身のプロ野球選手（内野手）。右投右打。MLBのピッツバーグ・パイレーツ所属。

## 経歴

### プロ入りとパイレーツ時代
2020年のMLBドラフト1巡目（全体7位）でピッツバーグ・パイレーツから指名され、6月23日に契約を結んだ（契約金は約543万ドル）。ただし、この年はCOVID-19の影響でマイナーリーグの試合が開催されなかったため、公式戦の出場は無かった。
2021年、傘下のA+級グリーンズボロ・グラスホッパーズでプロデビューを果たすと、80試合に出場して打率.303、18本塁打、54打点、7盗塁を記録した。オフにはアリゾナ・フォールリーグに参加し、ピオリア・ハベリーナズに所属した。
2022年はルーキー級フロリダ・コンプレックスリーグ・パイレーツ、A級ブレイデントン・マローダーズ、AA級アルトゥーナ・カーブでプレーし、3球団合計で74試合に出場して打率.264、7本塁打、37打点、6盗塁を記録した。オフには2年連続でアリゾナ・フォールリーグに参加し、サプライズ・サグアロスに所属した。
2023年は開幕をAAA級インディアナポリス・インディアンスで迎え、6月23日にメジャー契約を結んでアクティブ・ロースター入りした。同日のマイアミ・マーリンズ戦にて「7番・二塁手」で先発出場してメジャーデビュー。

## 選手としての特徴
クラシカルな体型の二塁手であり、打撃はアベレージ型である。肩の弱さが指摘されているが、遊撃手として育成される方針である。

## 詳細情報

### 年度別打撃成績
| 年 度    | 球 団    | 試 合 | 打 席 | 打 数 | 得 点 | 安 打 | 二 塁 打 | 三 塁 打 | 本 塁 打 | 塁 打 | 打 点 | 盗 塁 | 盗 塁 死 | 犠 打 | 犠 飛 | 四 球 | 敬 遠 | 死 球 | 三 振 | 併 殺 打 | 打 率 | 出 塁 率 | 長 打 率 | O P S |
| -------- | -------- | ----- | ----- | ----- | ----- | ----- | -------- | -------- | -------- | ----- | ----- | ----- | -------- | ----- | ----- | ----- | ----- | ----- | ----- | -------- | ----- | -------- | -------- | ----- |
| 2023     | PIT      | 35    | 128   | 115   | 12    | 24    | 8        | 1        | 2        | 40    | 13    | 0     | 1        | 1     | 2     | 6     | 0     | 4     | 36    | 0        | .209  | .268     | .348     | .616  |
| MLB：1年 | MLB：1年 | 35    | 128   | 115   | 12    | 24    | 8        | 1        | 2        | 40    | 13    | 0     | 1        | 1     | 2     | 6     | 0     | 4     | 36    | 0        | .209  | .268     | .348     | .616  |

- 2023年度シーズン終了時

### 年度別守備成績
| 年 度 | 球 団 | 二塁（2B） | 二塁（2B） | 二塁（2B） | 二塁（2B） | 二塁（2B） | 二塁（2B） | 遊撃（SS） | 遊撃（SS） | 遊撃（SS） | 遊撃（SS） | 遊撃（SS） | 遊撃（SS） |
| 年 度 | 球 団 | 試 合      | 刺 殺      | 補 殺      | 失 策      | 併 殺      | 守 備 率   | 試 合      | 刺 殺      | 補 殺      | 失 策      | 併 殺      | 守 備 率   |
| ----- | ----- | ---------- | ---------- | ---------- | ---------- | ---------- | ---------- | ---------- | ---------- | ---------- | ---------- | ---------- | ---------- |
| 2023  | PIT   | 29         | 53         | 63         | 2          | 18         | .983       | 9          | 4          | 13         | 1          | 1          | .944       |
| MLB   | MLB   | 29         | 53         | 63         | 2          | 18         | .983       | 9          | 4          | 13         | 1          | 1          | .944       |

- 2023年度シーズン終了時

### 背番号
- 39（2023年 - ）